# Der Staubozean
Der Staubozean (englischer Originaltitel Involution Ocean) ist der erste Roman des US-amerikanischen Science-Fiction-Schriftstellers Bruce Sterling. Er erschien erstmals 1977.

## Inhalt
Der Roman handelt von einer Reise durch einen Staubozean. Dieser Ozean befindet sich in einem gewaltigen Einschlagkrater und stellt auf der Oberfläche seines Planeten die einzige bewohnbare Zone dar. Wichtige Themen sind Drogen und eine tragische, körperlich schmerzhafte Liebesbeziehung.

## Interpretation
Der Roman scheint stark von Frank Herberts Dune und besonders Herman Melvilles Moby-Dick geprägt zu sein.